# 2月28日
2月28日（にがつにじゅうはちにち）は、グレゴリオ暦においては年始から59日目にあたり、年末まであと306日（閏年では307日）ある。平年では、この日が2月の末日になる。

## できごと
- 1332年（正慶元年2月2日） - 千早城の戦い: 後醍醐天皇の倒幕計画に呼応した楠木正成が、鎌倉幕府軍が守備する赤坂城に攻撃を開始。
- 1638年 - 主教戦争: スコットランドで国王チャールズ1世の教会政策に反発して国民盟約を結成。
- 1784年 - イングランド国教会の司祭ジョン・ウェスレーがメソジスト運動を開始。
- 1835年 - エリアス・リョンロートが編纂したフィンランドの国民的叙事詩『カレワラ』が出版される[1]。
- 1850年 - ユタ大学創立。
- 1854年 - アメリカ・ウィスコンシン州リポン（英語版）で共和党が結成。
- 1861年 - コロラド準州が成立。
- 1880年 - 貿易金融のための横浜正金銀行（後の東京銀行）が営業開始。
- 1897年 - マダガスカルを占領したフランス軍が、メリナ王国最後の国王ラナヴァルナ3世（英語版）をレユニオン島に流し退位させる。
- 1901年 - 東京帝大史料編纂掛が最初の『大日本史料』を刊行。
- 1922年 - イギリスがエジプトの保護統治権を放棄。エジプトが事実上独立。
- 1926年 - 松島遊郭疑獄で政友・憲政両党の幹部を検挙。
- 1928年 - チャンドラセカール・ラマンがラマン効果を発見する。
- 1933年 - 強制的同一化: ドイツで、前日のドイツ国会議事堂放火事件を受けて、アドルフ・ヒトラーの発議によるドイツ国民と国家を保護するための大統領令を発令。
- 1935年 - アメリカ・デュポン社のウォーレス・カロザースが世界初の合成繊維ナイロンを開発[2]。
- 1940年 - W2XBS（現WNBC）が世界で初めてバスケットボールの試合（フォーダム大学対ピッツバーグ大学）をテレビ中継する。
- 1945年 - 太平洋戦争: ビサヤ諸島の戦い。
- 1946年 - 中華民国外交部部長王世杰が重慶で中仏平等新約を締結しフランス共和国臨時政府が中国における権益を放棄し、同時にインドシナ北部からの中国軍の撤退が決められる。
- 1947年 - 二・二八事件: 台湾で国民政府に対する不満から暴動が発生。
- 1950年 - 財田川事件が発生する。
- 1952年 - 東京で日米行政協定が署名される。
- 1953年 - 吉田茂首相が衆議院予算委員会で「バカヤロー」と発言。3月14日に内閣不信任案が可決し衆議院解散（バカヤロー解散）。
- 1963年 - 名古屋高裁が、「吉田岩窟王事件」の吉田石松に事件発生から50年目で無罪判決。
- 1967年 - 川端康成・石川淳・安部公房・三島由紀夫らが文化大革命に対する抗議声明を発表。
- 1967年 - 善隣学生会館事件が発生。
- 1968年 - 国鉄労働組合、国鉄動力車労働組合が順法闘争を開始。同年3月2日かけて全国の国鉄のダイヤが混乱[3]。
- 1972年 - あさま山荘事件で機動隊が山荘を破壊して隊員が突入し人質を救出し、連合赤軍メンバー5人全員を逮捕して事件が終結[4]。
- 1973年 - 古河鉱業が栃木県の足尾銅山を閉山。
- 1984年 - マイケル・ジャクソンのアルバム『スリラー』がグラミー賞を8部門受賞。
- 1986年 - オロフ・パルメ暗殺事件（英語版）: スウェーデンの首相オロフ・パルメが暗殺される。
- 1986年 - 後に衆議院議員、文部科学大臣となる馳浩がプエルトリコで、イロ・アセのリングネームでプロレスデビュー。
- 1988年 - 2月13日から開催されていた第15回冬季オリンピック・カルガリー大会が閉幕。
- 1989年 - 富士通がFM TOWNSを発表。
- 1990年 - 第2次海部内閣発足。
- 1991年 - 湾岸戦争が終結。
- 1994年 - ブレイディ法施行。
- 1999年 - 臓器の移植に関する法律に基づく初めての臓器移植のための脳死判定を実施。日本において2例目の心臓移植が約30年ぶりに行われる。
- 2002年 - 欧州連合 (EU) が通貨のユーロへの切替えを完了し、12か国における旧通貨の流通を終了。
- 2013年 - ローマ教皇のベネディクト16世がこの日を以って教皇職を辞任[5]。存命中のローマ教皇が辞任するのは598年ぶり[6]。
- 2013年 - 吉祥寺女性刺殺事件[7]。
- 2017年 - 女優の堀北真希がこの日を以って芸能界を引退[8]。
- 2019年 - 2019年2月米朝首脳会談：ベトナム・ハノイでのドナルド・トランプと金正恩の首脳会談で、北朝鮮の非核化について合意に至らなかった[9]。
- 2022年 - ロシアのウクライナによる初めての停戦交渉が、ウクライナ国境に近いベラルーシのゴメリで行われる[10]。
- 2023年 - 東京五輪・パラリンピックの入札談合事件で、東京地検特捜部が、広告最大手の電通など6社と、大会関係者計7人を独占禁止法違反（不当な取引制限）の疑いで起訴[11]。
- 2025年 - 新宿アルタが閉店する。
- 2025年 - 帝国劇場が再開発のために休館する。
- 2025年 - アメリカのドナルド・トランプ大統領とウクライナのウォロディミル・ゼレンスキー大統領がホワイトハウスで会談する。ロシアのウクライナ侵攻の停戦案をめぐる協議は決裂し、会談後に予定していた合意文書への署名が見送られた。

## 誕生日

### 人物

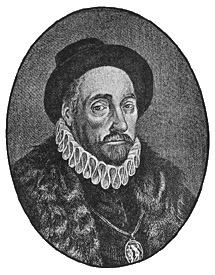
『随想録』を著したモラリスト、ミシェル・ド・モンテーニュ(1533-1592)誕生。

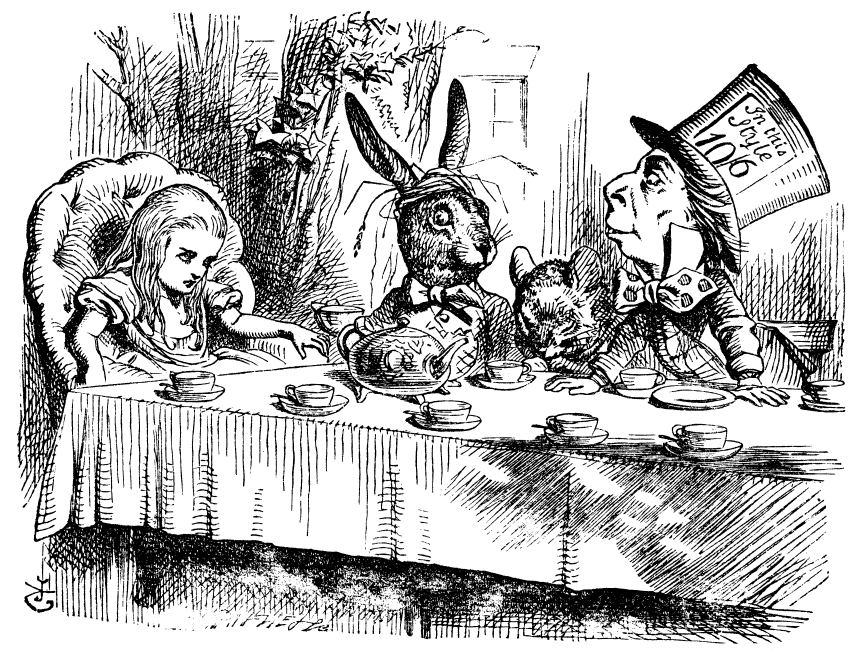
『不思議の国のアリス』のイラストレーター、ジョン・テニエル(1820-1914)誕生。

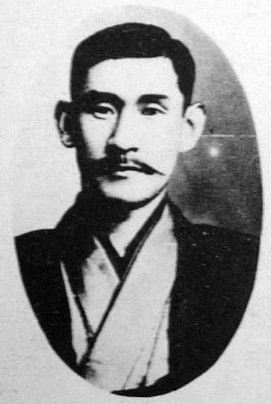
「早稲田文学」を主宰した文学者島村抱月(1871-1918)誕生。

- 1533年 - ミシェル・ド・モンテーニュ、随筆家（+ 1592年）
- 1558年 - ヨスト・ビュルギ、時計職人、天文機器製作者、数学者（+ 1632年）
- 1683年 - ルネ・レオミュール、科学者（+ 1757年）
- 1743年 - ルネ＝ジュスト・アユイ、鉱物学者（+ 1822年）
- 1798年（寛政10年1月13日） - 斎藤弥九郎、剣術家（+ 1871年）
- 1820年 - ジョン・テニエル、イラストレーター（+ 1914年）
- 1823年 - エルネスト・ルナン、宗教史家（+ 1892年）
- 1833年 - アルフレート・フォン・シュリーフェン、軍人（+ 1913年）
- 1833年 - カール・ヒルティ、法学者、哲学者（+ 1909年）
- 1856年 - リヒャルト・ミュールフェルト、音楽家（+ 1907年）
- 1858年（安政5年1月15日） - 元田肇、政治家、第25代衆議院議長、初代鉄道大臣、第21代逓信大臣、第3代拓殖局総裁（+ 1938年）
- 1859年（安政6年1月26日） - 石川倉次、教育者、日本点字の父（+ 1944年）
- 1863年（文久3年1月11日） - 久保田与四郎、政治家、弁護士（+ 1919年）
- 1866年（慶応2年1月14日） - 今藤長十郎 (2代目)、三味線奏者（+ 1945年）
- 1868年（慶応4年2月6日） - 鈴木米次郎、作曲家、教育者、東洋音楽学校（現東京音楽大学）創立者（+ 1940年）
- 1869年（明治2年1月18日） - 柏原文太郎、教育家、社会事業家（+ 1936年）
- 1871年（明治4年1月10日） - 島村抱月、文芸評論家、演出家（+ 1918年）
- 1871年（明治4年1月10日） - 高山樗牛[12]、文芸評論家、思想家（+ 1902年）
- 1877年 - セルゲイ・ボルトキエヴィチ、作曲家（+ 1952年）
- 1881年 - 左右田喜一郎、経済学者（+ 1927年）
- 1882年 - ジェラルディン・ファーラー、ソプラノ歌手、女優（+ 1967年）
- 1882年 - 山崎馨一、外交官（+ 1948年）
- 1883年 - 足立正、実業家（+ 1973年）
- 1883年 - 森恪、実業家、政治家（+ 1932年）
- 1885年 - 東郷彪、官僚、政治家（+ 1969年）
- 1886年 - マックス・ファスマー、言語学者（+ 1962年）
- 1887年 - ウィリアム・ゾラック、彫刻家（+ 1966年）
- 1887年 - 加藤一夫、詩人、評論家、翻訳家（+ 1951年）
- 1888年 - 本庄栄治郎、経済学者（+ 1973年）
- 1890年 - 内山岩太郎、外交官、政治家、実業家、元神奈川県知事、テレビ神奈川初代社長（+ 1971年）
- 1892年 - 福田平八郎、日本画家（+ 1974年）
- 1893年 - 森友一、軍人、海軍少将（+ 1959年）
- 1894年 - 真鍋八千代、実業家、弁護士（+ 1975年）
- 1895年 - 桑田秀延、神学者、牧師、東京神学大学初代学長、元フェリス女学院長（+ 1975年）
- 1895年 - マルセル・パニョル、小説家、劇作家、映画監督（+ 1974年）
- 1895年 - ギオマール・ノヴァエス、ピアニスト（+ 1979年）
- 1896年 - フィリップ・ショウォルター・ヘンチ、医学者（+ 1965年）
- 1896年 - 木内高音、編集者、児童文学者（+ 1951年）
- 1897年 - 中河与一、小説家（+ 1994年）
- 1897年 - 浅原健三、労働運動家、政治家（+ 1967年）
- 1898年 - 小金義照、政治家（+ 1984年）
- 1899年 - 藤原啓、陶芸家（+ 1983年）
- 1901年 - ライナス・ポーリング、物理化学者（+ 1994年）
- 1901年 - 植竹圓次、ジャーナリスト、政治家、第16 - 18代八王子市長（+ 1977年）
- 1901年 - 柳家金語楼、落語家（+ 1972年）
- 1901年 - 尾形昭二、外交官、外交評（+ 1967年）
- 1902年 - 山縣勝見、実業家、政治家（+ 1976年）
- 1903年 - ヴィンセント・ミネリ、映画監督（+ 1986年）
- 1904年 - 浅野進治郎、俳優（+ 没年不詳）
- 1905年 - 築山治三郎、東洋史学者（+ 1989年）
- 1906年 - ベンジャミン・シーゲル、ギャング、ホテル経営者（+ 1947年）
- 1907年 - 北原武夫、小説家（+ 1973年）
- 1907年 - 山本高行、官僚（+ 1961年）
- 1907年 - 折口春洋、国文学者、歌人、陸軍軍人（+ 1945年）
- 1908年 - 山川惣治、絵物語作家、漫画原作者（+ 1992年）
- 1909年 - パーヴェル・セレブリャーコフ、ピアニスト（+ 1977年）
- 1909年 - 松丸貞一、元サッカー選手、指導者（+ 1997年）
- 1910年 - 大庭秀雄、映画監督（+ 1997年）
- 1911年 - 渡嘉敷貞子、紅型師（+ 1969年）
- 1914年 - 杉本行雄、実業家、元古牧温泉渋沢公園・十和田観光開発・十和田湖バスターミナル社長（+ 2003年）
- 1914年 - 大山敏子、英文学者、翻訳家（+ 1978年）
- 1915年 - 荻太郎、画家、絵本作家（+ 2009年）
- 1915年 - 小島信夫、小説家（+ 2006年）
- 1915年 - 村田知栄子、女優（+ 1995年）
- 1915年 - ピーター・メダワー、生物学者（+ 1987年）
- 1916年 - 伊藤達二、実業家、元三菱地所社長（+ 2000年）
- 1917年 - 横山泰三、漫画家（+ 2007年）
- 1917年 - 石井正巳、実業家、元三井物産会長（+ 1997年）
- 1918年 - 佐藤正之、演劇、映画プロデューサー（+ 1996年）
- 1919年 - 佐波正一、実業家、元東芝社長、元国際基督教大学理事長（+ 2012年）
- 1919年 - 森澄雄、俳人（+ 2010年）
- 1919年 - 瀬谷英行、政治家（+ 2008年）
- 1920年 - 中川利三郎、教育者、政治家（+ 1997年）
- 1921年 - 氏平競重、銀行家、元尼崎信用金庫理事長（+ 2012年）
- 1921年 - ピエール・クロステルマン、自由フランス空軍軍人（+ 2006年）
- 1922年 - エミリオ・スカナヴィーノ、画家、彫刻家（+ 1986年）
- 1924年 - 左藤恵、政治家（+ 2021年）
- 1924年 - 淡路通子、女優、元宝塚歌劇団花組・星組組長（+ 2007年）
- 1925年 - 赤尾兜子、俳人（+ 1981年）
- 1925年 - 北修二、政治家、第58代北海道開発庁長官、第27代沖縄開発庁長官（+ 2007年）
- 1926年 - 菅井きん、女優（+ 2018年）
- 1926年 - スヴェトラーナ・アリルーエワ、作家、政治家（+ 2011年）
- 1926年 - 水上健也、新聞記者、実業家、大阪読売新聞社社長、読売新聞社会長、初代読売新聞グループ本社会長（+ 2009年）
- 1926年 - 黒田喜夫、詩人（+ 1984年）
- 1928年 - 長澤和俊、東洋史学者、早稲田大学名誉教授（+ 2019年）
- 1929年 - フランク・ゲーリー、建築家
- 1929年 - 岡野薫子、児童文学作家（+2022年）
- 1930年 - レオン・クーパー、物理学者（+2024年）
- 1931年 - 西條隆繁、電気工学者、自然学園高等学校創設者
- 1932年 - 井植敏、実業家、元三洋電機社長
- 1932年 - 鈴木武、プロ野球選手（+ 2004年）
- 1932年 - 細谷洋一、ジャーナリスト、元産経新聞編集局長、元日本工業新聞社長（+ 1996年）
- 1933年 - 枝村勉、元プロ野球選手（+ 2020年）
- 1934年 - 卜部博文、実業家、卜部グループ・サンデーサン（現ジョリーパスタ）創業者
- 1935年 - 兼子仁、法学者
- 1935年 - 押阪忍、アナウンサー（+ 2024年）
- 1936年 - 北原啓、元プロ野球選手（+ 2022年?）
- 1939年 - 新井恵美子、作家
- 1939年 - ダニエル・ツイ、物理学者
- 1940年 - 窪田芳郎、実業家、馬主
- 1940年 - 井口和起、歴史学者、京都府立大学名誉教授
- 1940年 - マリオ・アンドレッティ、レーシングドライバー
- 1940年 - 福井誠、元競泳選手（+ 1992年）
- 1942年 - 渋谷俊彦、政治家、元鹿児島県出水市長
- 1942年 - 宮川光治、弁護士、元最高裁判所判事
- 1942年 - ディノ・ゾフ、元サッカー選手、指導者
- 1942年 - ブライアン・ジョーンズ、ミュージシャン（+ 1969年）
- 1943年 - 夏海千佳子、女優
- 1943年 - 長谷川匡俊、仏教学者、元淑徳大学学長、大乗淑徳学園理事長
- 1943年 - 上羽貞行、超音波工学者（+ 2012年）
- 1944年 - 星野信夫、政治家、元東京都国分寺市長
- 1944年 - ゼップ・マイヤー、元サッカー選手、指導者
- 1944年 - 日高晤郎、俳優、ラジオパーソナリティ（+ 2018年）
- 1944年 - 白神守、元バレーボール選手（+2014年）

- 1944年 - 中原洲一、画家（+2004年）
- 1945年 - 城ヶ端初子、看護学者
- 1945年 - 吉田和夫、政治家、元新潟県胎内市長
- 1946年 - 土屋礼一、日本画家、金沢美術工芸大学名誉教授
- 1946年 - 落合弘、元サッカー選手、指導者
- 1947年 - 坂本憲男、政治家、元三国町長、元坂井市長
- 1947年 - 中村国昭、元プロ野球選手
- 1947年 - 麻生薫、女優、宝塚歌劇団男役（+ 1988年）
- 1948年 - 筆坂秀世、作家、政治家
- 1948年 - 松浦芳子、政治家、作家
- 1948年 - 五頭岳夫、俳優
- 1948年 - 木村康、実業家、元JX日鉱日石エネルギー社長
- 1948年 - スズキコージ、絵本作家
- 1948年 - スティーブン・チュー、物理学者
- 1948年 - マーセデス・ルール、女優
- 1949年 - 惣領泰則、作曲家、編曲家
- 1949年 - 宝井琴桜、講談師
- 1949年 - 鮫島康夫、元プロ野球選手
- 1949年 - 沖芳夫、元調教師
- 1950年 - 山口俊一、政治家
- 1950年 - 白山芳太郎、神道学者、歴史学者
- 1950年 - 双津竜順一、元大相撲力士、年寄15代時津風（+ 2014年）
- 1951年 - 横井康和、ベーシスト、音楽プロデューサー、小説家
- 1952年 - 中村昌弘、銀行家、元名古屋銀行頭取
- 1952年 - 瓜生秀文、元プロ野球選手
- 1953年 - 枡野俊明、曹洞宗僧侶、多摩美術大学名誉教授
- 1953年 - ポール・クルーグマン、経済学者
- 1953年 - 村下孝蔵、シンガーソングライター（+ 1999年）
- 1954年 - ジャン・ブルガン、数学者
- 1955年 - 城ヶ崎祐子、アナウンサー
- 1956年 - 慶元秀章、元プロ野球選手
- 1957年 - ヤン・クーレマンス、元サッカー選手、指導者
- 1957年 - 浜田昌良、政治家
- 1957年 - ジョン・タトゥーロ、俳優
- 1958年 - 加賀八郎、ベーシスト（+ 2013年）
- 1958年 - ダラス・ウイリアムズ、元プロ野球選手
- 1960年 - 寺尾繁輝、俳優
- 1960年 - 大川透[13]、声優
- 1961年 - 田原俊彦、歌手、タレント
- 1961年 - マーク・レイサム、政治家
- 1961年 - 豊原豊、元プロ野球選手
- 1962年 - 高坂希太郎、アニメ監督
- 1963年 - 石井知幸、元サッカー選手、指導者
- 1963年 - クラウディオ・キアプッチ、自転車競技選手
- 1964年 - ジャモリディネ・アブドヤパロフ、自転車競技選手
- 1964年 - 照井利幸、ミュージシャン
- 1965年 - 長澤雅彦、映画監督
- 1966年 - 岩城潤子、元アナウンサー
- 1966年 - すぎむらしんいち、漫画家
- 1967年 - 細江慎治、作曲家
- 1967年 - CHIHARU、ダンサー（TRF）
- 1968年 - 安宅美春、ギタリスト、ミュージシャン
- 1968年 - クリス・グレン、ラジオDJ
- 1970年 - ダニエル・ハンドラー（レモニー・スニケット）、作家、アコーディオン奏者
- 1971年 - 玉川美沙、ラジオパーソナリティ、ナレーター
- 1971年 - 藤崎弘士、アナウンサー
- 1971年 - 福田典之、ミュージシャン
- 1971年 - 仲野順也、作曲家
- 1971年 - ナイジェル・ゴッドリッチ、音楽プロデューサー
- 1971年 - ダヴィド・ハハレイシヴィリ、柔道家、総合格闘家（+ 2021年)
- 1972年 - 山本淳一、タレント
- 1972年 - 土山剛弘、プロ野球審判員
- 1972年 - たかのゆき、漫画家
- 1973年 - 栃乃花仁、元大相撲力士、年寄15代二十山
- 1973年 - 田中将斗、プロレスラー
- 1973年 - 花總まり、女優
- 1974年 - 中納良恵、ミュージシャン（EGO-WRAPPIN'）
- 1974年 - 荒井輝年、競艇選手
- 1974年 - 渡邉孝男、元プロ野球選手
- 1975年 - 膳場貴子、アナウンサー
- 1975年 - 早水リサ、声優
- 1976年 - 橋本智広、漫画家
- 1976年 - KAORI.[14]、歌手、声優
- 1976年 - アリ・ラーター、女優
- 1977年 - 山本康志、騎手
- 1978年 - 小林千佳、女優
- 1978年 - 菊川怜、女優
- 1978年 - ベンヤミン・ライヒ、プロスキーヤー
- 1978年 - 326、イラストレーター
- 1978年 - ジャマール・ティンズリー、プロバスケットボール選手
- 1978年 - アリサ・ドレイ、フィギュアスケート選手
- 1979年 - イヴォ・カルロヴィッチ、プロテニスプレーヤー
- 1979年 - セバスチャン・ボーデ、レーシングドライバー
- 1980年 - 荒木恵、タレント、元レースクイーン
- 1980年 - ルシアン・ブーテ、プロボクサー
- 1981年 - ブライアン・バニスター、元プロ野球選手
- 1982年 - 川瀬良子、タレント
- 1982年 - ナタリア・ヴォディアノヴァ、スーパーモデル
- 1982年 - フロリアン・ユスト、フィギュアスケート選手
- 1983年 - 杉浦タカオ、俳優
- 1983年 - トレント・オルテン、元プロ野球選手
- 1984年 - カロリナ・クルコヴァ、ファッションモデル
- 1985年 - エレナ・ヤンコビッチ、プロテニスプレーヤー
- 1985年 - ジエゴ・リバス・ダ・クーニャ、サッカー選手
- 1986年 - 三瓶由布子[15]、声優
- 1986年 - 篠崎元志、競艇選手
- 1987年 - 中川杏奈、グラビアアイドル
- 1987年 - マシュー・ウィリアムズ、プロ野球選手
- 1987年 - ケリー・ギルバート、サッカー選手
- 1988年 - 石坂希恵、タレント、モデル
- 1988年 - 佐野広明、元陸上選手
- 1988年 - 崔周煥、プロ野球選手
- 1989年 - アンジェラベイビー、ファッションモデル
- 1989年 - 西嶋一記、元プロ野球選手
- 1989年 - ネフタリ・ソト、プロ野球選手
- 1990年 - 古野陽大、俳優
- 1990年 - 高橋伶奈、ミュージカル俳優
- 1990年 - 宮脇詩音、歌手
- 1990年 - 木村好珠、精神科医、産業医、タレント
- 1990年 - 髙安晃、大相撲力士
- 1991年 - 山本ひかる、女優、雀士
- 1991年 - 山北早紀、声優、アイドル（i☆Ris）
- 1991年 - 長谷川眞優、元女優、元タレント
- 1991年 - サラ・ボルジャー、女優
- 1993年 - 森本更紗、女優
- 1994年 - 中村駿太、ラグビー選手
- 1994年 - 加藤千佳、サッカー選手
- 1994年 - 鈴木隆雅、サッカー選手
- 1995年 - 大亀美桜、女優
- 1995年 - 若松駿太、プロ野球選手
- 1995年 - クイン・シェパード、女優
- 1996年 - キタニタツヤ、シンガーソングライター、ベーシスト
- 1997年 - 芳根京子、女優
- 1997年 - 松元克央、水泳選手
- 1998年 - 大下ヒロト、俳優
- 1999年 - 萩原利久、俳優
- 1999年 - ルカ・ドンチッチ、プロバスケットボール選手
- 2000年 - 上白石萌歌、女優、歌手
- 2000年 - 高橋恭平[16]、アイドル（なにわ男子）
- 2001年 - 黒須遥香[17]、アイドル（KLP48・元AKB48）
- 2001年 - 反田葉月、声優、元アイドル
- 2001年 - CHIYO-P、アイドル（PIGGS）
- 2002年 - 白河みずな、声優
- 2004年 - 北川拓実 、アイドル（ジュニア、少年忍者）
- 2011年 - 倉持春希[18]、女優、タレント
- 生年不詳（生年非公表） - 服部伴蔵門、ナレーター
- 生年不詳 - 水無月徹、イラストレーター
- 生年不詳 - 植田千尋、声優
- 生年不詳 - 村瀬迪与、声優
- 生年不詳 - 野村あきこ、漫画家
- 生年不詳 - 藤末さくら、漫画家
- 生年不詳 - ふじたはすみ、漫画家
- 生年不詳 - 湊よりこ、漫画家
- 生年不詳 - 吉田美紀子、漫画家

### 人物以外（動物など）
- 1956年 - コマツヒカリ、競走馬（+ 没年不詳）
- 1972年 - グレートセイカン、競走馬（+ 没年不詳）
- 1978年 - サクラチハルオー、競走馬（+ 没年不詳）
- 1998年 - ファルブラヴ、競走馬（+ 2024年）
- 2009年 - オースミイチバン、競走馬
- 2010年 - タマモベストプレイ、競走馬
- 2010年 - レッドアリオン、競走馬（+2023年）
- 2014年 - ヴゼットジョリー、競走馬
- 2014年 - ベストアクター、競走馬（+2021年）
- 2015年 - トロワゼトワル、競走馬
- 2018年 - ヴァイスメテオール、競走馬（+2022年）
- 2018年 - ソーヴァリアント、競走馬
- 2019年 - ビーアストニッシド、競走馬
- 2020年 - マルカラピッド、競走馬
- 2022年 - アドマイヤズーム、競走馬

## 忌日

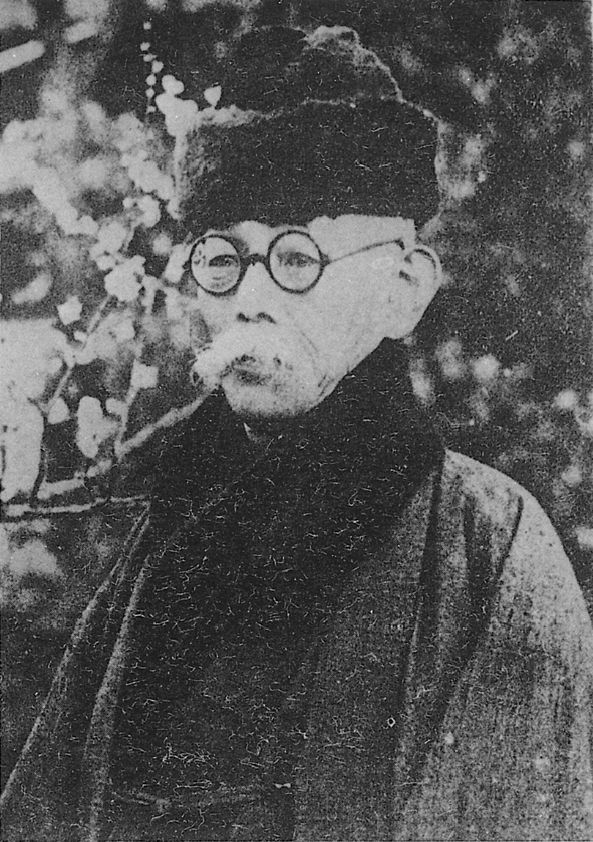
日本の近代文学を築いた一人坪内逍遥(1859-1935)没。

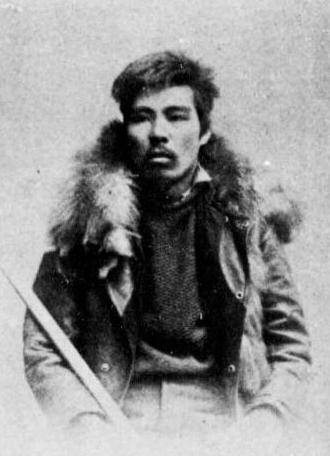
気象学者野中到(1867-1955年)没。富士山頂に気象観測所を設け、妻の千代子とともに越冬観測を試みた。

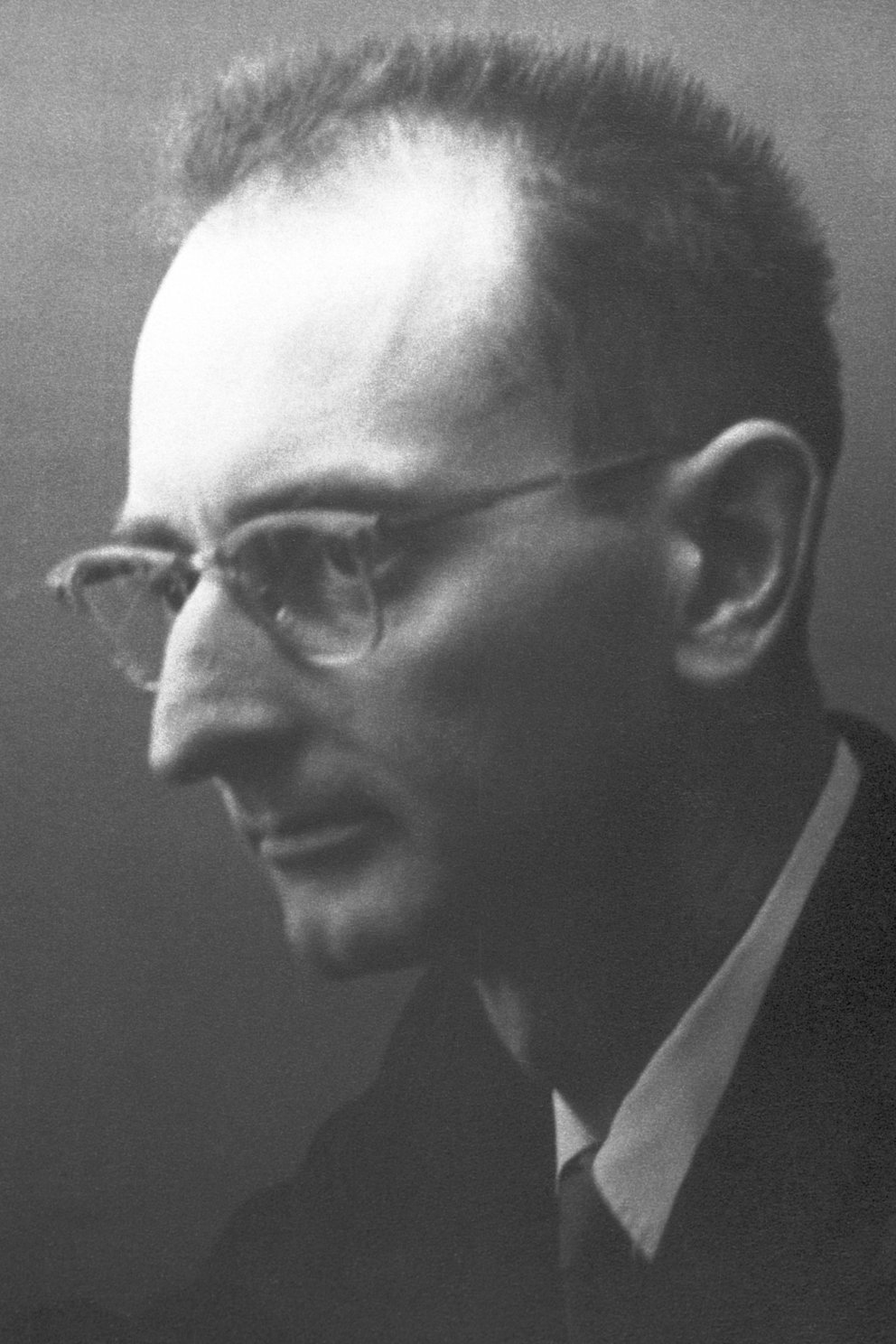
反陽子の発見者、オーウェン・チェンバレン(1920-2006)没。

- 1417年（応永24年2月12日） - 伏見宮治仁王、皇族（* 1370年）
- 1525年 - クアウテモック、第11代アステカ王（* 1495年頃）
- 1550年（天文19年2月12日） - 大友義鑑、戦国大名（* 1502年）
- 1551年 - マルチン・ブツァー、神学者、宗教改革者（* 1491年）
- 1607年（慶長12年2月3日） - 留守政景、武将（* 1549年）
- 1621年 - コジモ2世、第4代トスカーナ大公（* 1590年）
- 1633年（寛永10年1月20日） - 以心崇伝、臨済宗の僧侶（* 1569年）
- 1648年 - クリスチャン4世、デンマーク王（* 1577年）
- 1728年（享保13年1月19日） - 荻生徂徠、儒学者（* 1666年）
- 1779年 - アドリアーン・ファン・ローエン、医師、植物学者（* 1704年）
- 1781年 - リチャード・ストックトン、アメリカ独立宣言署名者（* 1730年）
- 1804年 - イマヌエル・カント、哲学者（* 1724年）
- 1818年 - アンヌ・ヴァライエ＝コステル、画家（* 1744年）
- 1830年 - ガスパーレ・ランディ、画家（* 1756年）
- 1838年 - シャルル・テブナン、画家（* 1764年）
- 1844年 - アーベル・アップシャー、第15代アメリカ合衆国国務長官、第13代海軍長官（* 1790年）
- 1866年（慶応2年1月14日） - 高島秋帆、砲術家（* 1798年）
- 1869年 - アルフォンス・ド・ラマルティーヌ、詩人（* 1790年）
- 1891年 - ジョヴァンニ・モレッリ、政治家、医師（* 1816年）
- 1892年 - 尾関雅次郎、新選組隊士（* 1844年）
- 1901年 - ウィリアム・マクスウェル・エヴァーツ、法律家、政治家、元米国司法長官、元米国国務長官（* 1818年）
- 1905年 - クレマン・ジュグラー、医者、経済学者、景気循環研究者（* 1819年）
- 1909年 - ヘンリエッタ・ロナー＝クニップ、画家（* 1821年）
- 1912年 - 高崎正風、志士、作詞家（* 1836年）
- 1912年 - 西寛二郎、軍人（* 1846年）
- 1915年 - 瀬沼夏葉、小説家、翻訳家、教師（* 1875年）
- 1916年 - ヘンリー・ジェイムズ、小説家（* 1843年）
- 1925年 - エーベルト、ワイマール共和国初代大統領（* 1871年）
- 1927年 - 高橋瑞子、産婦人科医（* 1852年）
- 1932年 - ギヨーム・ビゴルダン、天文学者（* 1851年）
- 1935年 - 坪内逍遥、小説家（* 1859年）
- 1936年 - シャルル・ジュール・アンリ・ニコル、細菌学者（* 1866年）
- 1941年 - アルフォンソ13世、スペイン国王（* 1886年）
- 1942年 - カレル・ドールマン、オランダ海軍の少将（* 1889年）
- 1948年 - 花田長太郎、将棋棋士（* 1897年）
- 1952年 - 木村小左衛門、政治家（* 1888年）
- 1955年 - 谷川昇、官僚、政治家（* 1896年）
- 1955年 - 野中到、気象学者（* 1867年）
- 1960年 - 高木貞治、数学者（* 1875年）
- 1963年 - エッパ・リクシー、プロ野球選手（* 1891年）
- 1964年 - 辰野隆、フランス文学者（* 1888年）
- 1964年 - 清水喜一郎、プロ野球選手（* 1924年）
- 1965年 - アードルフ・シェルフ、政治家、オーストリア大統領（* 1890年）
- 1965年 - 門司真、横浜市議会議員[19]（* 1920年)
- 1973年 - 土居市太郎、将棋棋士（* 1887年）
- 1975年 - 丹羽保次郎、NE式写真電送装置開発者、東京電機大学初代学長（* 1893年）
- 1975年 - 氷見晃堂、木工芸家（* 1906年）
- 1977年 - 柿本権一郎、海軍少将 （* 1891年）
- 1977年 - 木村久一、教育学者、編集者（* 1883年）
- 1978年 - 高見三郎、官僚、政治家、元文部大臣（* 1904年）
- 1978年 - エリック・フランク・ラッセル、SF作家（* 1905年）
- 1979年 - 八木一夫、陶芸家（* 1918年）
- 1980年 - ヤドヴィガ・イェンジェヨフスカ、テニス選手（* 1912年）
- 1981年 - 影万里江、女優（* 1935年）
- 1986年 - 丸尾長顕、作家、演出家（* 1901年）
- 1986年 - オロフ・パルメ、政治家、スウェーデン首相（* 1927年）
- 1987年 - 山村雅昭、写真家（* 1939年）
- 1988年 - 宮本研、劇作家（* 1926年）
- 1992年 - 大西忠治、教育者（* 1930年）
- 1993年 - 本多猪四郎、映画監督（* 1911年）
- 1994年 - 愛新覚羅溥傑、満州国皇帝溥儀の弟（* 1907年）
- 1994年 - ジャン・ゴットマン、地理学者（* 1915年）
- 1995年 - 加瀬完、政治家（* 1910年）
- 1995年 - 林春生、作詞家、テレビプロデューサー（* 1937年）
- 1998年 - 藤沢勉、ゲームデザイナー（* 1959年）
- 1999年 - 筒井広志、作曲家、小説家（* 1935年）
- 2001年 - 蟹江ぎん、きんさんぎんさんの妹（* 1892年）
- 2003年 - 井上瑤、声優（* 1946年）
- 2003年 - 五彩きょうこ、漫画家（* 1965年）
- 2004年 - 藤沢令夫、哲学者、西洋古典学者（* 1925年）
- 2005年 - 飯島夏樹、プロウィンドサーファー（* 1966年）
- 2006年 - オーウェン・チェンバレン、物理学者（* 1920年）
- 2006年 - 初代 藤本琇丈、三味線演奏家（* 1923年）
- 2006年 - 加藤六月、政治家（* 1926年）
- 2007年 - アーサー・シュレジンジャー、歴史学者（* 1917年）
- 2007年 - 池端清一、政治家、国土庁長官（* 1929年）
- 2007年 - 戸坂馨[20]、経営者、元NECエレクトロニクス社長（* 1942年）
- 2008年 - 江藤慎一、元プロ野球選手、監督（* 1937年）
- 2008年 - 原田昌樹、映画監督（* 1955年）
- 2009年 - 伊藤翁介、作曲家（* 1911年）
- 2009年 - 青木謙一郎、岩石学者、東北大学名誉教授（* 1930年）
- 2010年 - 林忠四郎、物理学者、天文学者、京都大学名誉教授（* 1920年）
- 2010年 - ローズ・グレイ、シェフ、料理書作家（* 1939年)
- 2011年 - ジェーン・ラッセル、女優（* 1921年）
- 2011年 - 与那嶺要、元プロ野球選手、監督（* 1925年）
- 2011年 - アニー・ジラルド、女優（* 1931年）
- 2011年 - 小林アトム、声優（* 1954年）
- 2012年 - 青葉笙子、歌手（* 1918年）
- 2012年 - 山下俊彦、実業家、松下電器産業株式会社（現・パナソニック株式会社）3代目社長（* 1919年）
- 2012年 - 中村美代子、女優（* 1923年）
- 2012年 - 泉大助、タレント、テレビ番組司会者（* 1927年）
- 2012年 - 河原宏、思想史学者、早稲田大学名誉教授（* 1928年）
- 2013年 - 小関（佐藤）英吾、オートバイレーサー（* 1978年）
- 2014年 - まど・みちお、詩人、作詞家（* 1909年）
- 2015年 - 松谷みよ子、児童文学作家（* 1926年）
- 2015年 - 滝井繁男、弁護士（* 1936年）
- 2015年 - アレックス・ジョンソン、元プロ野球選手（* 1942年）
- 2016年 - ジョージ・ケネディ、俳優（* 1925年）
- 2016年 - 渡辺嘉蔵、政治家、実業家（* 1926年）
- 2016年 - 角谷栄次、俳優（* 1947年）
- 2017年 - クロード・パスカル、作曲家（* 1921年）
- 2017年 - ニコラス・モズレー、小説家、貴族、政治家、陸軍軍人（* 1923年）
- 2017年 - ヴラジーミル・ペトロフ、アイスホッケー選手（* 1947年）
- 2018年 - 安藤精一、歴史学者、和歌山大学名誉教授（* 1922年）
- 2018年 - 田畑ヨシ、津波の語り部（* 1925年）
- 2018年 - 阿部明子、育児学者、東京家政大学名誉教授（* 1927年）
- 2018年 - ウィリアム・H・T・ブッシュ、銀行家、投資家（* 1938年）
- 2019年 - アンドレ・プレヴィン、指揮者、ピアニスト、作曲家（* 1929年）
- 2019年 - 上野紀子、絵本作家、画家（* 1940年）
- 2019年 - 花柳幻舟、舞踊家、女優、作家、フェミニスト（* 1941年）
- 2019年 - キンバリー・ヤング、心理学者（* 1965年）
- 2020年 - フリーマン・ダイソン、理論物理学者（* 1923年）
- 2020年 - 今村奈良臣、農業経済学者、東京大学名誉教授（* 1934年）
- 2020年 - 大翔地健太、元大相撲力士（* 1984年）
- 2021年 - 若井恒雄、経営者、元三菱銀行頭取、東京三菱銀行初代会長（* 1926年）
- 2021年 - 森本葵、陸上競技選手（* 1939年）
- 2022年 - 大谷羊太郎、小説家、推理作家（* 1931年）
- 2022年 - 津田紘、実業家、元スズキ社長（* 1945年）
- 2022年 - ブラックマン、プロレスラー（* 1949年）
- 2022年 - 井上倫宏、俳優、声優 （* 1958年）
- 2022年 - アンドレイ・スホベツキー、軍人（* 1974年）
- 2024年 - ニコライ・ルイシコフ、政治家、元ソビエト連邦閣僚会議議長（* 1929年）
- 2024年 - 宮澤正幸、スポーツジャーナリスト（* 1930年）
- 2024年 - 大和文哉、実業家、元ハザマ社長（* 1935年）
- 2024年 - ユージン・インジック、ピアニスト（* 1947年）
- 2024年 - マイク・ジョーンズ、プロレスラー（* 1962年）
- 2025年 - 曽野綾子、小説家（* 1931年）
- 2025年 - 西村修、政治家、プロレスラー（* 1971年）

## 記念日・年中行事
誕生花はフリージア（アヤメ水仙）

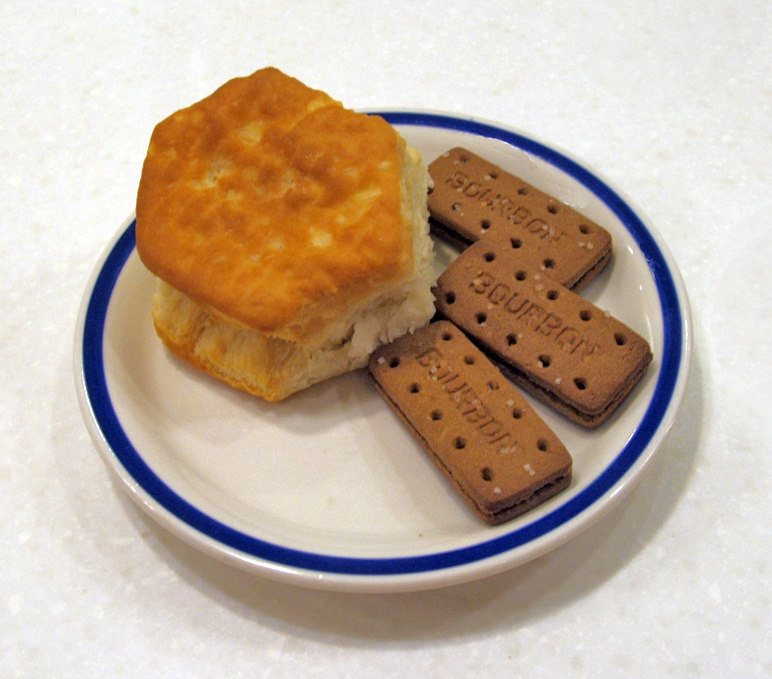
ビスケットの日。左が米国式、右が英国式のビスケット。

- 世界希少・難治性疾患の日（Rare Disease Day）（ 世界）※2月末日。閏年の場合は2月29日）
世界希少・難治性疾患の日は、希少・難治性疾患の患者の生活の質の向上を目指して、スウェーデンで2008年から始まった。日本でも2010年以降、毎年2月最終日にイベントが開催されている[22]。
- 平和記念日（ 台湾）
1947年の二・二八事件を記念。
- 教師の日（アラブ各国）
アラブ12ヶ国 (バーレーン、アラブ首長国連邦、アルジェリア、モロッコ、カタール、リビア、エジプト、サウジアラビア、チュニジア、オマーン、ヨルダン、イエメン) では、毎年2月28日が教師の日として祝われる。なお、ユネスコでは、10月5日を「世界教師デー」としている。これは1966年10月5日、パリで『教員の地位に関する勧告』が調印されたことを記念したもので、1994年に定められた[23]。
- カレワラの日（ フィンランド）
1835年の2月28日、フィンランドの民族叙事詩「カレワラ」の初版が発行される。フィンランドは、1917年12月6日にロシアからの独立するが、独立にあたり「カレワラ」が民族意識を高めるのに大きな役割を果たしたと考えられており、この日フィンランドでは「カレワラの日」として、各所でフィンランド国旗が掲揚される[1]。
- 科学の日（ インド）
インドの物理学者チャンドラセカール・ラマンが1928年にラマン効果を発見した日を記念。これによりラマンは1930年のノーベル物理学賞を受賞した。
- ビスケットの日（ 日本）
全国ビスケット協会が1980年（昭和55年）に制定。安政2年（1855年）のこの日、軍用パンの製法をオランダ人から学ぶため長崎にいた柴田方庵が、ビスケットの製法を記した日本初の文書である「パン・ビスコイト製法書」を水戸藩に送った。また、ビスケットの語源がラテン語で「二度焼かれた物」という意味の「ビス・コクトゥス（bis coctus）」であることから、「に(2)どや(8)く」の語呂合せの意味も持たせている[24][25][26][27]。
- バカヤローの日（ 日本）
1953年のこの日、当時の首相吉田茂が衆議院予算委員会で「バカヤロー」（バカヤロー解散）と発言したことに由来[28]。
- エッセイ記念日（ 日本）
エッセイストの元祖とされるミシェル・ド・モンテーニュの1533年の誕生日[27]。
- 織部の日（ 日本）
岐阜県土岐市が1988年に制定。慶長4年（1599年）のこの日、古田織部が、後に織部焼と呼ばれることになる自分で焼いた茶器を用いて茶会を開いたことに由来[27]。